# Thyas
Thyas is een geslacht van vlinders van de familie spinneruilen (Erebidae), uit de onderfamilie Catocalinae.

## Soorten
- T. androgyna (Berio, 1954)
- T. arcifera (Hampson, 1913)
- T. honesta (Hübner, 1806)
- T. metaphaea (Hampson, 1913)
- T. meterythra (Hampson, 1918)
- T. miniacea Felder, 1874
- T. nubilata (Holland, 1920)
- T. parallelipipeda (Guenée, 1852)
- T. quadrilineata (Strand, 1912)
- T. regia Lucas, 1894
- T. rubricata (Holland, 1894)